# Neamul Șoimăreștilor (roman)
Neamul Șoimăreștilor este un roman istoric scris de Mihail Sadoveanu și publicat pentru prima oară sub formă de foileton în anii 1912–1913 în revista literară ieșeană Viața Românească (numerele 10, 11–12 din 1912 și 1, 4, 5, 6, 7–8 și 9 din 1913) și în volum în 1915 de către Editura Minerva din București.
Acțiunea romanului se petrece la începutul secolului al XVII-lea,:p. 322:p. 99 în timpul domniei în Moldova a lui Ștefan Tomșa al II-lea (1611–1615). Sursa principală de inspirație a romancierului a fost Letopisețul Țărîi Moldovei de la Aaron Vodă încoace al cronicarului Miron Costin (1633–1691) în care sunt relatate principalele evenimente istorice petrecute în timpul domniei lui Tomșa Vodă. Multe personaje ale cărții sunt figuri istorice precum domnitorul Ștefan Tomșa, Doamna Elisabeta Movilă și fiii ei, viitorul domnitor Miron Barnovschi Movilă (pe care scriitorul în numește Simeon Bârnovă), vornicul Nistor Ureche, vornicul Bărboi și fiul său, boierii polonezi Ștefan Potocky și Samuel Korecki, oșteanul turc Hussein-aga, hanul tătar Cantemir Bei ș.a. Scriitorul a introdus și personaje ficționale cum ar fi Tudor Șoimaru și răzeșii șoimăreșteni, boierul Stroie Orheianu și fiica sa, precum și unii nobili polonezi a căror existență reală nu a fost dovedită.
Primirea romanului de către criticii literari ai epocii sale a fost una elogioasă; poetul George Topîrceanu, unul dintre cronicarii literari ai vremii, îl considera a fi cel mai valoros roman istoric publicat până la acel moment.:p. XI
Romanul a fost ecranizat într-un film omonim, regizat de Mircea Drăgan după un scenariu scris de Alexandru Struțeanu și Constantin Mitru. Premiera oficială a filmului a avut loc în aprilie 1965.:p. 197

## Rezumat

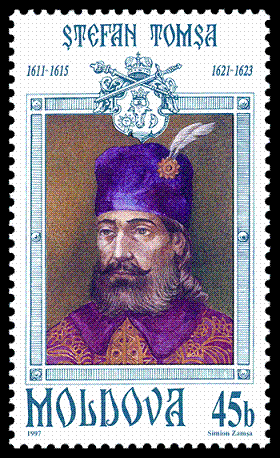
Portret fictiv al domnitorului Ștefan Tomșa pe un timbru din Republica Moldova.

După instalarea lui Ștefan Tomșa al II-lea ca domn al Moldovei cu ajutorul turcilor, boierii fugari rămași credincioși fostului domnitor Constantin Movilă și mamei acestuia, Doamna Elisabeta, precum și câțiva magnați polonezi au strâns o oaste de mercenari și au invadat țara în vara anului 1612. Bătălia are loc la Cornul lui Sas, pe malul Prutului, iar oastea moldovenească a lui Tomșa învinge, cu ajutorul hoardei tătarilor din Bugeac conduse de hanul Cantemir bei. În timpul luptei, căpitanii de oști Tudor Șoimaru și Simeon Bârnovă îi salvează viața hanului și cei trei devin frați de sânge potrivit unei vechi tradiții tătărești.
Șoimaru provenea dintr-o veche familie de răzeși din satul Șoimărești de pe malul Răutului, pribegise prin străinătate o lungă perioadă și nu-și mai văzuse locurile natale de aproape 20 de ani.:p. 323:p. 100 El hotărăște să se ducă într-acolo pentru a-și revedea rudele, iar cei doi frați de sânge ai săi îi propun să-l însoțească. Ei fac un popas la hanul de la Fântâna lui Albotă și acolo îl întâlnesc pe boierul Stroie Orheianu, salvându-i acestuia fata din mâinile cazacilor zaporojeni care o răpiseră. Boierul avea conacul la Murgeni, în apropiere de Șoimărești, și merge o porțiune de drum împreună cu cei trei frați de sânge. Tudor Șoimaru se îndrăgostește de Magda, fiica boierului, iar fata îi răspunde la sentimente.
Ajuns în satul natal, Tudor Șoimaru află de la moș Mihu, unchiul său, că boierul Stroie Orheianu ocupase jumătate din moșia răzășească în urma unei judecăți strâmbe făcute în timpul lui Aron Vodă și îl ucisese cu buzduganul pe Ionașcu, tatăl lui Tudor, care se ridicase pentru drepturile răzeșilor.:p. 323:p. 100 Casa părinților lui fusese incendiată apoi de oamenii boierului. Între timp, după scurtul popas făcut la Murgeni, Orheianu a fugit în Podolia, alăturându-se curții Doamnei Elisabeta Movilă de la Ianev.
Șoimaru și Bârnovă, împreună cu slujitorii lor, pleacă în Podolia pentru a o găsi pe Magda. Tătarii lui Cantemir intră și ei în Polonia, prădând localitățile de graniță. La un bal organizat la palatul șleahticului Vladimir Coribut de la Ianev, Tudor o vede pe Magda și vrea să-i vorbească, dar fata se preface că nu-l cunoaște, moment în care boierul Stroie Orheianu îl prezintă celor din sală ca pe un spion al lui Tomșa. Șoimaru este arestat, dar reușește să fugă cu ajutorul lui Bârnovă și al oamenilor săi de încredere.
Întors în Moldova, Tudor Șoimaru îi cere lui Tomșa Vodă să le facă dreptate răzeșilor șoimăreșteni. Moș Mihu îi prezintă voievodului abuzurile săvârșite de Stroie Orheianu care le răpise pământurile dăruite lor de Alexandru cel Bun și Ștefan cel Mare. Ștefan Tomșa le dă dreptate răzeșilor, poruncind să li se restituie moșiile moștenite din moși-strămoși până dincolo de Murgeni cu toată curtea lui Stroie Orheianu care fusese clădită pe pământul luat cu japca. Dreptatea lui Tomșa îi nemulțumește pe unii boieri care îngroașă rândurile fugarilor din Polonia. Doamna Elisabeta Movilă îi convinge pe boierii fugari și pe magnații polonezi să o ajute cu bani pentru formarea unei noi oști de mercenari.
Răzeșii șoimăreșteni iau în posesie vechea lor moșie, iar Tudor se stabilește în sat unde-și construiește o casă nouă. El se îndrăgostește de țăranca Anița, o fată simplă, dar cinstită. Liniștea nu ține mult, iar la începutul primăverii anului 1614 Simeon Bârnovă aduce vestea că boierii moldoveni s-au răsculat împotriva domnitorului și au pornit cu o oaste de strânsură asupra Iașilor. Căpitanul Tudor îi ridică la luptă atunci pe răzeșii din împrejurimile Șoimăreștilor pentru a-l apăra pe domnitorul care le făcuse dreptate. Bătălia este câștigată de oastea domnitorului, iar boierii trădători prinși sunt uciși, cu excepția armașului Nicoriță căruia i se scot ochii.

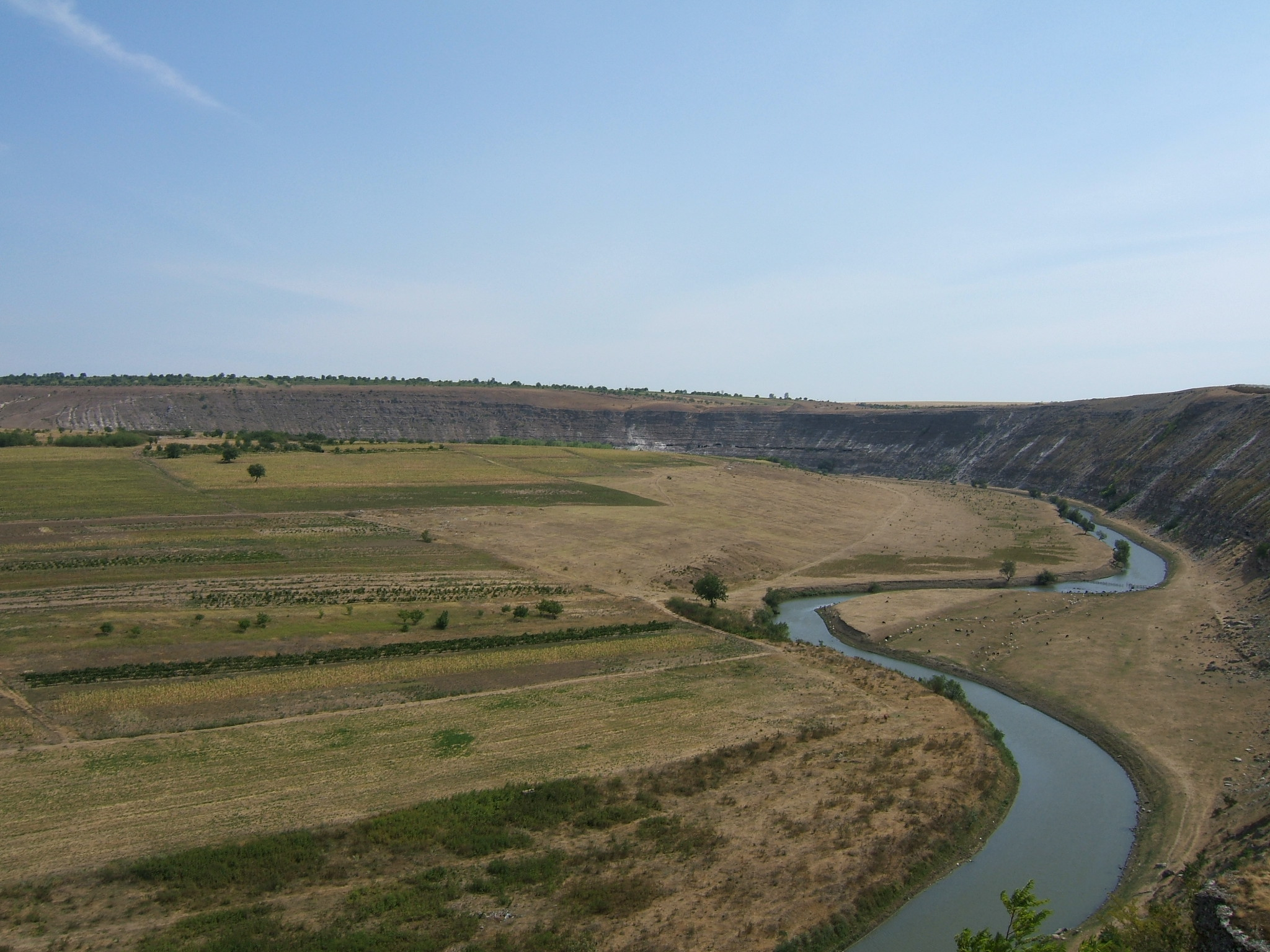
Vedere a zonei din apropiere de Orhei, unde se petrece o parte din întâmplările relatate în Neamul Șoimăreștilor. Râul care curge în vale este Răutul.

După mai mult de un an, oastea de mercenari plătită de Doamna Elisabeta Movilă intră iarăși în țară. Deși i se alătură hoarda lui Cantemir bei, mica oaste a lui Tomșa este copleșită de numeroșii inamici. Domnitorul fuge în străinătate cu puținii slujitori credincioși rămași, dar Tudor Șoimaru hotărăște să se întoarcă în satul părintesc. Alexandru Movilă, un al fiu al Doamnei Elisabeta, este înscăunat ca domnitor. Stroie Orheianu își recapătă privilegiile deținute anterior și se întoarce la curtea boierească de la Murgeni. Șoimaru îi anunță pe răzeși să fie pregătiți și înarmați pentru a-și apăra pământurile atunci când boierul va veni în sat. Magda, care se măritase între timp cu șleahticul Anton Ludno, îl previne pe Șoimaru să fugă pentru că Orheianu a venit cu gânduri de răzbunare.
În duminica următoare, boierul vine la biserică pentru a vorbi cu răzeșii. El le spune că i-a cerut noului domnitor să-i ierte pe șoimăreșteni pentru că au luptat de partea lui Tomșa, pretinzând în schimb ca sătenii să-i dea de bunăvoie întregul lor pământ pentru a-și întregi moșia sa. Tudor Șoimaru îi spune boierului că nu înțelege judecata lui, iar Orheianu ridică buzduganul pentru a-l lovi așa cum făcuse cu ani în urmă și cu tatăl său. În acel moment, fostul căpitan de oști scoate sabia și îl lovește cu ea pe boier drept în moalele capului, apoi îi târăște cadavrul pe mormântul lui Ionașcu. În acest timp, șoimăreștenii îi atacă pe dragonii polonezi care-l însoțeau pe boier și îi ucid, dau foc curții boierești sub privirile Magdei și a soțului ei care sunt alungați din sat, iar apoi ară cu plugurile pământul unde a fost odinioară conacul lui Stroie Orheianu.
La finalul romanului, scriitorului face un rezumat al evenimentelor petrecute ulterior și în care au fost implicate personajele cărții. După un an de la detronarea lui Tomșa, turcii și tătarii au intrat în Moldova și l-au dus pe domnitor ca prizonier la Constantinopol. Potrivit cronicarului, văduva lui Ieremia Vodă a fost prinsă și rușinată de păgâni. Feciorii ei au fost umiliți, iar numai fetele ei s-au putut bucura de averi. Familia Movilă s-a stins în secolele următoare în urma războaielor. Ștefan Tomșa a venit în țară pentru o a doua domnie (1621–1623), arătându-se de această dată mai iertător. Simion Bârnovă a ajuns și el domnitor sub numele de Barnovschi, iar în timpul lui tătarii lui Cantemir n-au atacat Moldova. Magda Orheianu a pribegit tot restul vieții prin țări străine, trăind cu amintirea dragostei ei din tinerețe față de tânărul oștean din Șoimărești. Codrii Orheiului au dispărut. Răzeșii șoimăreșteni în frunte cu căpitanul Tudor au fost prigoniți, dar au rezistat cu dârzenie. Urmașii lor au pierdut însă pământurile, fiind siliți să se supună puterii.
În final, naratorul mărturisește: „Bunicii mei sunt strănepoții acelor oameni. Și această istorisire de acum trei sute de ani, din vremea când strămoșii erau încă dârji, am scris-o în liniștea unei prisăci, având în inima mea răsunetul durerii lor”.:p. 205

## Structură
Romanul este împărțit în 36 de capitole numerotate cu cifre romane, fiecare dintre ele având un titlu, după cum urmează:
- I. – La Cornul lui Sas
- II. – Cât de repede se câștigă bătăliile
- III. – Unii cad, alții se ridică
- IV. – Se leagă o frăție de sânge
- V. – Sfat de drum
- VI. – La popas, se arată boierul Stroie
- VII. – O pradă scumpă
- VIII. – Alioșa a sfătuit de bine pe Vasca vatamanul
- IX. – Orheianu se împacă cu moș Chirilă
- X. – Bucuria lui jupân Stroie
- XI. – Lui jupân Stroie îi plac chefurile cu soții
- XII. – Codrul și tinerețile
- XIII. – Crucea răzășilor
- XIV. – Tudor Șoimaru se arată om care șovăiește
- XV. – Cum urcă Tomșa în scaun domnesc
- XVI. – Drum peste Nistru
- XVII. – Un șleahtic subțire
- XVIII. – Calea întâmplării
- XIX. – O întâlnire de dragoste
- XX. – Visurile lui pan Coribut
- XXI. – Cum se întoarce puiul la cuib
- XXII. – Umbra Ionașcului
- XXIII. – Hârțoagele cele vechi
- XXIV. – Răzășul prinde rădăcină
- XXV. – Boierii se burzuluiesc împotriva Tomșei
- XXVI. – Ce poate spune o fată neștiutoare
- XXVII. – Neliniștile lui Vodă
- XXVIII. – Arată un crâncen județ
- XXIX. – Sfaturi la Doamna Irimiei-Vodă
- XXX. – Se întâlnesc prietini vechi
- XXXI. – Cum și domniile sunt trecătoare, ca toate
- XXXII. – Durerea lui jupân Stroie
- XXXIII. – Se pregătește ceas rău
- XXXIV. – Magda se arată a treia oară
- XXXV. – Morții poruncesc celor vii
- XXXVI. – Orice istorisire are sfârșit

## Personaje

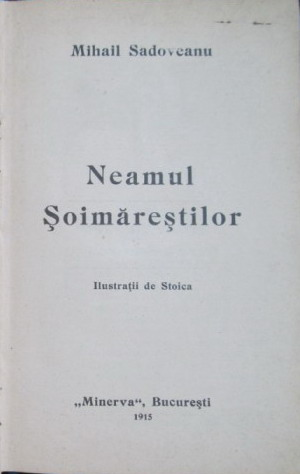
Prima pagină a ediției princeps din 1915.

- Tudor Șoimaru poreclit „Limbă-dulce” — căpitan de oști originar dintr-o veche familie de răzeși din satul Șoimărești de pe malul Răutului. A pribegit prin străinătate o lungă perioadă[1]:p. 323[2]:p. 100 împreună cu un frate mai mare, a copilărit la Kiev și a slujit în oștile polonezilor, nemților și ungurilor, nemaivăzându-și locurile natale de aproape 20 de ani. S-a alăturat oștii lui Tomșa.
- Simeon Bârnovă — oștean moldovean din neam vechi de boieri, rudă cu Movileștii, dar devotat lui Tomșa. Va ajunge ulterior domn al Moldovei sub numele de Miron Barnovschi Movilă (1626–1629, 1633).
- Cantemir bei — hanul tătarilor din Bugeac; „călăreț tânăr și mândru, palid la obraz, cu ochii foarte mici și foarte negri”[6]:p. 4
- Stroie Orheianu — boierul de la Murgeni (din apropiere de Șoimărești), aliat al Movileștilor
- Magda — fiica boierului Stroie Orheianu, fată frumoasă și cu studii în Polonia. Este salvată din mâinile cazacilor lui Vasca de Tudor Șoimaru și de prietenii lui. Se căsătorește cu șleahticul Anton Ludno și va pribegi tot restul vieții prin țări străine.
- moș Mihu — fratele lui Ionașcu și unchiul lui Tudor Șoimaru
- Anița — o țărancă din Șoimărești simplă, dar cinstită; iubita lui Tudor Șoimaru
- Ștefan Tomșa al II-lea — domn al Moldovei (1611–1615, 1621–1623), instalat pe tron cu ajutorul turcilor
- Nistor Ureche — vornic moldovean refugiat în Polonia împreună cu Movileștii
- Bărboi — vornic bătrân, aliat al Movileștilor
- Nicoriță — armaș al lui Tomșa; îl trădează pe domn și trece de partea Movileștilor
- Husein aga — oștean turc, trimisul sultanului și aliatul lui Tomșa
- Doamna Elisabeta Movilă — văduva domnului Ieremia Movilă și mama lui Constantin și Alexandru Movilă
- Constantin Movilă — domn al Moldovei (1607, 1607–1611), fiul cel mai mare al domnului Ieremia Movilă și al doamnei Elisabeta. Este luat prizonier în Bătălia de la Cornul lui Sas.
- Alexandru Movilă — domn al Moldovei (1615–1616), fiul cel mai mic al domnului Ieremia Movilă și al doamnei Elisabeta
- Ștefan Potocky — șleahtic polonez, aliat al Movileștilor, luat prizonier în Bătălia de la Cornul lui Sas
- Samuel Korecki — șleahtic polonez, aliat al Movileștilor
- Anton Ludno — șleahtic polonez, soțul Magdei
- pan Nicolai Zubovski — șleahtic polonez în castelul căruia sunt găzduiți Tudor Șoimaru și Simeon Bârnovă
- Vladimir Coribut — șleahtic polonez din Ianev, aliat al Movileștilor
- moș Chirilă — hangiul de la Fântâna lui Albotă
- Vasca — vatamanul cazacilor care luptaseră la Cornul lui Sas
- Dumitru Lie — slujitorul lui Tudor Șoimaru
- Ispas — slujitorul lui Bârnovă
- Ilun — slujitorul lui Cantemir bei
- Iancu Țiganul — călău în slujba lui Tomșa

## Scriere și publicare
Pasionat de trecutul Moldovei, Mihail Sadoveanu a reconstituit în cărțile sale unele momente din istoria națională: Frații Jderi descrie epoca glorioasă a domniei lui Ștefan cel Mare; Șoimii și Nicoară Potcoavă urmăresc continuarea luptei pentru independență după ce Ion Vodă cel Viteaz fusese vândut turcilor; Neamul Șoimăreștilor înfățișează începuturile decăderii Moldovei după ce boierii confiscă pământurile răzeșilor și îi transformă pe aceștia în șerbi; Nunta domniței Ruxandra prezintă încercările nereușite ale lui Vasile Lupu de ridicare social-politică a Moldovei; în fine, Zodia Cancerului sau vremea Ducăi-Vodă înfățișează o Moldovă devastată de biruri, de războaie și de prădăciuni.:pp. 224–225 Scriitorul s-a inspirat din cronici și documente în evocarea plină de viață a unor vremuri trecute.:p. 323:p. 100
Sadoveanu își exprima entuziast legătura sa cu trecutul țării și cu pământul strămoșesc în discursul de recepție în Academia Română, intitulat „Poezia populară”, pe care l-a rostit în 1923: „Trebuie să fac mărturisirea de credință că poporul este părintele meu literar; că trecutul pulsează în mine ca un sânge al celor dispăruți; că mă simt ca un stejar din Orhei, cu mii și mii de rădăcini înfipte în pământul neamului meu”.
Romanul Neamul Șoimăreștilor a fost publicat pentru prima oară sub formă de foileton în perioada octombrie 1912 – septembrie 1913 în revista literară ieșeană Viața Romînească, astfel: nr. 10/octombrie 1912, nr. 11–12/noiembrie–decembrie 1912, nr. 1/ianuarie 1913 (cap. IX–XIII, pp. 5–21), nr. 4/aprilie 1913 (cap. XIV–XVII, pp. 85–103), nr. 5/mai 1913 (cap. XVIII–XX, pp. 145–156), nr. 6/iunie 1913 (cap. XXI–XXIV, pp. 289–302), nr. 7–8/iulie–august 1913 (cap. XXV–XXX, pp. 5–29) și nr. 9/septembrie 1913 (cap. XXXI–XXXVI, pp. 257–276). Prima publicare în volum a fost realizată în 1915 de către Institutul de Arte Grafice și Editură „Minerva” din București. Ediția princeps avea 276 de pagini și conținea ilustrații realizate de pictorul Stoica Dumitrescu (1886–1956).
Au avut loc numeroase reeditări în cursul vieții autorului: ed. a II-a (Editura „Viața Românească” S.A, București, 1926 – ilustrații de Stoica), ed. a III-a (Editura Cartea Românească, București, anii 1930), ed. a IV-a (Editura Tineretului a C.C. al U.T.M., București, 1953 – ilustrații de Gheorghe Adoc), ed. a V-a (Editura Tineretului, București, colecția Biblioteca țăranului muncitor, 1955 – intitulată ediția a 2-a), ed. a VI-a (Editura Tineretului, București, colecția Cutezătorii, 1958 – intitulată ediția a 3-a) și ed. a VII-a (Editura de Stat pentru Literatură și Artă, București, colecția Biblioteca țăranului muncitor, 1959 – intitulată ediția a 4-a, prefață de Pompiliu Marcea).

## Tema principală
Romanul Neamul Șoimăreștilor (1915) prezintă începuturile decăderii social-economico-politice a Moldovei, legată de autor de confiscarea pământurilor țăranilor liberi de către o clasă boierească tot mai lacomă. Tema principală a acestui roman o reprezintă lupta țăranilor liberi ai Moldovei pentru a-și apăra pământurile stăpânite de secole împotriva boierilor hrăpăreți.:p. 229
Răzeșii își stăpâneau pământurile în baza unor drepturi conferite prin zapise străvechi. Ei plătesc biruri și luptă pentru apărarea pământurilor țării, dar conflictele politice din Moldova de la începutul secolului al XVII-lea conduc la un război îndelungat pentru domnie în care sunt atrase statele vecine. Tronul Moldovei este câștigat periodic de uzurpatori care sosesc în țară cu gânduri de răzbunare. Uzurpatorii confiscă pământurile boierilor inamici pentru a le dărui boierilor aliați, iar încălcarea rânduielilor țării devine o practică frecventă.:p. 231 Luând exemplul domnitorilor, boierimea începe să ocupe sub diferite motive pământurile răzeșilor, generând revolte mai mici sau mai mari.:p. 322:p. 99
Boierul Stroe Orheianu este un răzvrătit la adresa domniei, susținându-i pe Movileștii filopoloni împotriva lui Ștefan Tomșa al II-lea. Se refugiază în Polonia alături de Movilești și se întoarce în țară după căderea lui Tomșa; el îi acuză pe răzeșii șoimăreșteni de trădare la adresa noului domn și încearcă să le confiște pământurile, cu ajutorul mazurilor, ignorând zapisele străvechi și judecarea pricinii de către divanul domnesc.:p. 231 Argumentul său este forța: „Ce te miri așa de tare, căpitane Tudore? strigă apoi deodată boierul cu semeție. Ce mă privești astfel? Îți pare ciudat? Ieri ai fost tu tare și astăzi sunt eu!… (...) Ce nu-nțelegi? strigă Orheianu privindu-l țintă. Iată judecata mea. Asta-i! Care din voi va îndrăzni astăzi să ridice un deget asupra mea? Astăzi nu mai este mișelul vostru Tomșa, și Domnia v-ar spulbera de pe fața pământului de-ați îndrăzni… De aceea eu am venit în mijlocul vostru, și nu va cuteza unul să miște brațul! Ha-ha! (...) Nu mă-nșel, căci dacă mazurii mei vor răcni numai o dată, cu strășnicie, în limba lor, – vor veni toți ceilalți și vă vor pune pe toți cu fețele la pământ!”.:p. 201
Răzeșii câștigă înfruntarea cu boierul Stroe Orheianu, dar viitorul nu le va fi favorabil, urmând a fi îngenuncheați mai târziu cu sila.:p. 232 Scriitorul afirmă cu mândrie, mânie și dragoste, la sfârșitul romanului, că Tudor Șoimaru și răzeșii șoimăreșteni vor fi prigoniți în anii următori, rezistând cu tărie încercărilor de a-i supune. Prigoana va continua apoi în deceniile următoare asupra urmașilor șoimăreștenilor, iar loviturile primite îi vor face în cele din urmă pe răzeși să-și piardă pământurile și să devină șerbi.:p. 205
Dornic de a se face mai bine înțeles, Sadoveanu a conceput un roman istoric nou care prezintă rezultatele dezastruoase ale acestei politici sociale nesăbuite din secolul al XVII-lea; acest roman nou a fost intitulat Zodia Cancerului sau vremea Ducăi-Vodă (1929). Zodia Cancerului înfățișează o Moldovă devastată de biruri, de războaie și de prădăciuni.:pp. 224–225 Cele două romane sunt legate între ele prin prezența personajului Tudor Șoimaru, ce evoluează dintr-un căpitan de oșteni al lui Ștefan Tomșa al II-lea și luptător aprig pentru independența Moldovei și pentru apărarea drepturilor țăranilor (așa cum apărea în Neamul Șoimăreștilor) într-un bătrân umilit de sărăcie și de hărțuielile oștenilor domniei,:p. 232 care-i cere voievodului să-i ierte pe răzeșii orheieni ce se răzvrătiseră și rostește cuvinte ce sună prevestitor: „Mulțămește-te, măria ta, cu banii noștri, cu vitele și cu rodurile pământului și cu mierea știubeielor noastre; nu-ți încărca sufletul cu sânge. Căci se suie până la cer plângerile obijduiților, iar moșnegii cei neînțelepți și orbi te blastămă să mori neiertat și singur!”.:p. 194

## Romantismul stilistic al romanului
Romanele istorice scrise de Mihail Sadoveanu înainte de Primul Război Mondial (Șoimii, Neamul Șoimăreștilor și Vremuri de bejenie) se caracterizează printr-un romantism ce se manifestă pe două mari axe, după cum constata criticul Pompiliu Constantinescu: aventura războinică și amoroasă și prestigiul poetic al timpurilor trecute.
Scriitorul zugrăvește trecutul românesc, „cu exodurile lui dureroase, cu luptele lui omerice, cu instinctele lui războinice și amoroase”, făcând un exces de subiectivism în descrierea coloristică a mediului istoric și natural. Stilul narațiunii este poetic, avântat și plin de patos, iar peisajele evocate (codrii și apele moldave) par incendiate cu o flacără lirică într-un mod asemănător cu impresionismul artistic. Sadoveanu exprimă literar legătura omului cu pământul strămoșesc în următoarele cuvinte pe care moș Mihu i le spune lui Tudor Șoimaru: „Tu nici nu bănuiești câte legături ai în pămîntul acesta pe care-l calci. Noi avem sub brazdă, în țărâna neagră, mai mulți Șoimărești decît cei care trăiesc astăzi. Bunii și străbunii noștri toți sunt dedesubt (...)”.:p. 116
Evocând trecutul țării, Sadoveanu realizează portrete ce se imprimă puternic în conștiința cititorilor: oșteanul viteaz și iubitor de dreptate Tudor Șoimaru, oșteanul cărturar Simion Bârnovă, înclinat spre meditație, hanul tătar Cantemir bei, cu o fire aprigă și neîmblânzită de nomad, boierul Stroe Orheianu, vanitos și lacom de pământ, ușuratica Magda cu caracter schimbător, țăranca Anița d o gingășie feciorelnică, sau Tomșa, domnitorul drept, dar cu manifestări crude.:p. 323:p. 101 Imaginea trecutului este un amestec de realism și lirism, scriitorul alternând momente realiste puternice precum judecata divanului lui Tomșa cu scene de iubire impregnate de lirism. Opera este însuflețită permanent de sentimentul iubirii pentru pământul strămoșesc, motorul principal al acțiunii personajelor principale ale scrierii.:p. 323:p. 102
Neamul Șoimăreștilor marchează o evoluție calitativă în epica istorică a lui Sadoveanu, dar scriitorul nu reușește să se detașeze suficient de romantismul juvenil al romanului istoric Șoimii (1904), reluând concepția de virilitate eroică. Criticul George Călinescu constata că „Neamul Șoimăreștilor e ceva mai consistent din punct de vedere epic, dar de aceeași structură”.

## Aprecieri critice
Apariția acestui roman a fost primită cu mai elogii de către criticii literari ai vremii, care au constatat o mare diferență între Neamul Șoimăreștilor și romanul istoric Șoimii (1904), publicat în tinerețe. Într-un articol publicat în Viața Romînească nr. 5–6/1915, criticul literar Octav Botez a constatat și el un „nemăsurat progres” al noului roman față de Șoimii, observând că romanul are o concepție unitară, fiind „creația unui artist în plină maturitate care știe să-și disciplineze imaginația și e deplin stăpân pe mijloacele sale”.:p. X:p. 322:p. 99 Cu toate acestea, Eugen Lovinescu plasează Neamul Șoimăreștilor pe același nivel cu Șoimii, afirmând că în ambele romane istorice „chefurile necurmate și patosul eroic nu pot suplini insuficiența creației”.
Într-un articol publicat în Calendarul Minervei pe 1916, poetul George Topîrceanu îl considera drept cel mai valoros roman istoric românesc publicat până la acel moment, „plin de toată strălucirea pe care i-o putea da un mare talent, ajuns, după o producție fecundă și variată, la deplina sa maturitate”,:p. XI în timp ce Octav Botez susținea că semnificația pentru poporul român al acestui poem eroic este similară cu cea a romanelor istorice ale lui Henryk Sienkiewicz pentru poporul polonez.:p. 324:pp. 102–103 Istoricul Nicolae Iorga remarca integrarea pertinentă a informației istorice în acest roman, afirmând următoarele: „M. Sadoveanu dă un roman istoric, care e, o spunem de la început, un adevărat roman istoric. Între dânsul și acea povestire, mai mult epică, din al XVI-lea veac, care înfățișa pățanii cavalerești, «voinicești», mai mult ale cazacilor decât ale moldovenilor, este o mare deosebire. Și această deosebire care, în ce privește informația prealabilă, siguranța, conștiența, ca și construcția lucrării, e cu totul în favoarea scriitorului, ne simțim datori a o însemna întâi”.:p. X
Dincolo de caracterul său istoric, romanul are însă și un profund caracter social.:p. 232 Astfel, criticul Ov. S. Crohmălniceanu îl considera „un episod tragic din istoria conflictului secular care i-a opus pe țăranii liberi marilor boieri porniți să le răpească pământurile și să-i transforme în șerbi”.:p. 225 Boierul Stroie Orheianu încalcă drepturile răzeșilor consfințite prin zapise străvechi, ocupând prin samavolnicie pământurile pe care țăranii șoimăreșteni le-au muncit și apărat în decursul secolelor și fiindu-i întărite de domnitor în urma unor judecăți strâmbe.:p. 231 Conflictul între țărani și boier determină o răscoală violentă a țăranilor în urma căreia boierul este ucis, conacul de la Murgeni este incendiat și ras de pe suprafața pământului, iar locul este arat cu plugurile.:p. 232

## Traduceri
Romanul Neamul Șoimăreștilor a fost tradus în mai multe limbi străine: 
- italiană (La croce dei razesci, Dott. Gino Carabba Editore, Lanciano, 1933; traducere de Agnese Silvestri-Giorgi,[17][18] reeditată în 1952;[19] o altă traducere, realizată de Corrado Albertini și intitulată La Stirpe dei Falconieri, a fost publicată de Edizioni Paoline din Roma în 1965),[20]
- germană (Das Geschlecht der Șoimaru, Jugendverlag, București, 1963; traducere de Thea Constantinidis;[21] o variantă definitivă a fost realizată de Margot Böttcher pe baza traducerilor existente și publicată în 1969 sub titlul Das Geschlecht der Falken de Verlag der Nation din Berlin și Editura Meridiane din București;[22] o traducere nouă a fost realizată de Jakob Paul Molin și publicată în 1972 sub titlul Das Geschlecht der Falken de editura Volk und Welt din Berlinul de Est, apoi reeditată în 1973 de Editura Kriterion din București),[23]
- maghiară (A paraszt kapitány, Albatrosz Könyvkiadó, București, 1969; traducere de László Lőrinczi;[22] reeditată în 1972),[23]
- ucraineană (Рід Шоймарів, Dnipro, Kiev, RSSU, 1970; traducere de Mîkola Cîșcevîi),[22]
- rusă (Племя Шоймару, Detskaia literatura, Moscova, RSFS Rusă, 1977; traducere de Mihail Fridman)[24] și
- bulgară (Родът на Шоймару, Otecestvo, Sofia, 1982; traducere de Spaska Kanurkova;[25] reeditată în 1989 în vol. Родът на Шоймару. Островът на цветята).[26]

## Adaptări

### Film

#### Scenariu
Succesul romanului Neamul Șoimăreștilor a determinat realizarea unei ecranizări cinematografice. Scenariul filmului a fost scris de Alexandru Struțeanu și Constantin Mitru după romanul publicat de Mihail Sadoveanu.:p. 197 Decupajul regizoral al lui Mircea Drăgan a fost trimis spre aprobare la 23 decembrie 1960, dar a fost modificat de mai multe ori. Între timp, Mihail Sadoveanu a decedat la 19 octombrie 1961.
Într-un interviu publicat în iunie 1963 în revista Cinema, regizorul Mircea Drăgan afirma că opera literară a lui Sadoveanu „cuprinde subiecte extrem de «cinematografice»”, conflictele și dezvoltarea dramaturgică putând da filmului multă autenticitate, „scoțîndu-l din sfera convențiilor obișnuite ale filmului istoric, plasîndu-l pe linia unui realism apropiat naturii umane și vieții sociale”. El își exprima intenția de a se abate de la tradiția filmelor istorice care recurgeau la poetizarea trecutului, idealizarea personajelor și schematizarea caracterelor. Personajele din film urmau a fi prezentate în legătură cu „interesele lor de clasă și sociale”, iar faptele lor erau astfel doar consecința acestor interese. Regizorul afirma că nu va accentua elementele anacronice în îmbrăcăminte și machiaj, iar bătăliile urmau să nu fie tratate la modul fastuos și grandios prezent în filmele istorice ale epocii, folosindu-se mai mult sugestia în redarea luptelor.

#### Filmări
Neamul Șoimăreștilor a intrat în faza de producție la 29 decembrie 1962. Filmările au avut loc în perioada 7 decembrie 1963 – 21 august 1964 și s-au desfășurat la Suceava, Voroneț, Sucevița, Câmpulung Muscel, Sighișoara (cadrele exterioare) și la Buftea (cadrele interioare). A fost folosită o cantitate mare de peliculă: 38.756 metri de negativ.
Rolurile principale au fost interpretate de actorii Ion Besoiu (Ștefan Tomșa), Mihai Boghiță (Tudor Șoimaru), Amza Pellea (Simeon Bârnovă), Colea Răutu (Temir Bey), George Calboreanu (Moș Mihu), Ștefan Ciubotărașu (Stroie Orheianu) și Ana Maria Nicolau (Magda Orheianu). Rolul Tudor Șoimaru urma să fie interpretat inițial de Ilarion Ciobanu, dar acesta a fost înlocuit după prima lună de filmări cu Mihai Boghiță.
Pentru redarea peisajului sadovenian s-a folosit peliculă color de foarte bună calitate, s-au filmat planuri generale, peisaje pitorești și sate tradiționale. Regizorul a ales să filmeze în decorurile naturale din apropierea bisericilor medievale moldovenești pentru a da mai multă autenticitate narațiunii cinematografice.
Filmul a fost realizat cu sprijinul Ministerului Forțelor Armate, Consiliului Superior al Agriculturii, Direcției Monumentelor Istorice, muzeelor de artă din R.P.R., Teatrului de Operă și Balet al R.P.R., întreprinderilor Decorativa și Arta Aplicată și al autorităților administrative din regiunile Suceava, Brașov, Argeș și Dobrogea. Pelicula are o durată de 138 de minute, fiind împărțită în două părți inegale ca durată: partea I-a are 78 de minute, iar partea a II-a doar 60 de minute

#### Recepție
Premiera filmului a avut loc la 12 aprilie 1965. Neamul Șoimăreștilor a avut parte de un mare succes de public la cinematografele din România, fiind vizionat de 13.046.101 spectatori, după cum atestă o situație a numărului de spectatori înregistrat de filmele românești de la data premierei și până la data de 31.12.2007 alcătuită de Centrul Național al Cinematografiei. El a fost relansat la 5 ianuarie 2001, fiind vizionat de încă 5.457 spectatori. Filmul Neamul Șoimăreștilor se află astfel pe locul 5 în topul celor mai vizionate film românești din toate timpurile după cum atestă un comunicat din 2006 al Uniunii Autorilor și Realizatorilor de Film din România.
Recenziile critice din perioada lansării filmului au fost mixte. Majoritatea criticilor cinematografici și-au exprimat nemulțumirea față de tratarea superficială a operei sadoveniene, considerând că regizorul a fost „ispitit de filmul de aventură în costumație exotică” și de aspectele decorative ale romanului de inspirație; în opinia lor, filmul a fost golit astfel de „fiorul prozei sadoveniene”.:p. 198
Filmul a fost premiat în anul 1964 cu Premiul de excelență pentru calitatea imaginii și pentru ingeniozitatea mișcărilor de aparat la al IV-lea Congres al UNIATEC (Union Internationale des Associations Techniques Cinématographiques) de la Milano.

### Teatru
Romanul Neamul Șoimăreștilor a fost dramatizat de Mihail Sadoveanu și de Mihail Sorbul, prima reprezentație teatrală având loc la Chișinău în 1922.:p. 16 Piesa a fost reprezentată în 1934 și la Teatrul Național din Iași.:p. 17